# IAR 99
IAR-99 «Шойм» (рум. şoim — сокол) — румынский учебно-боевой самолёт и лёгкий штурмовик, разработанный INCAS для замены в ВВС Румынии учебно-боевых самолётов Л-29 и Л-39. Самолёт может проводить оптическую разведку с помощью фотооборудования в специальном контейнере типа SMTR устанавливаемом на узле подвески.
Самолёт поступил на вооружение ВВС Румынии в 1987 году.

## История создания и производства
Первый прототип IAR 99 совершил свой первый полёт 21 декабря 1985 года.
В 1987 году ВВС Румынии заказали 20 IAR 99. Вскоре было заказано ещё 30 самолётов. Однако к 1991 году удалось передать заказчику лишь 6 IAR 99 из второй серийной партии.
В 1992 году была представлена модернизированная версия IAR-109 Swift, оснащённая израильской авионикой. В 1994 году испытания этой модификации были прекращены.
В 1996 году был представлен модернизированный учебно-боевой самолёт, получивший название IAR 99C «Şoim». Первый полёт IAR 99C «Şoim» состоялся 22 мая 1997 года. Самолёты старой модификации получили название IAR 99 Standard.
В 2003 году в ВВС Румынии было поставлено 4 новых IAR 99C «Şoim».
В 2004 году ВВС Румынии был передан первый УБС из новой партии из восьми IAR 99C «Şoim».

## Модификации
- IAR 99 Standard — (№№ 701-708; 715-716)
- IAR 99C «Şoim» — (№№ 709; 711-713; 717; 719-720; 722-725)

## Лётно-технические характеристики

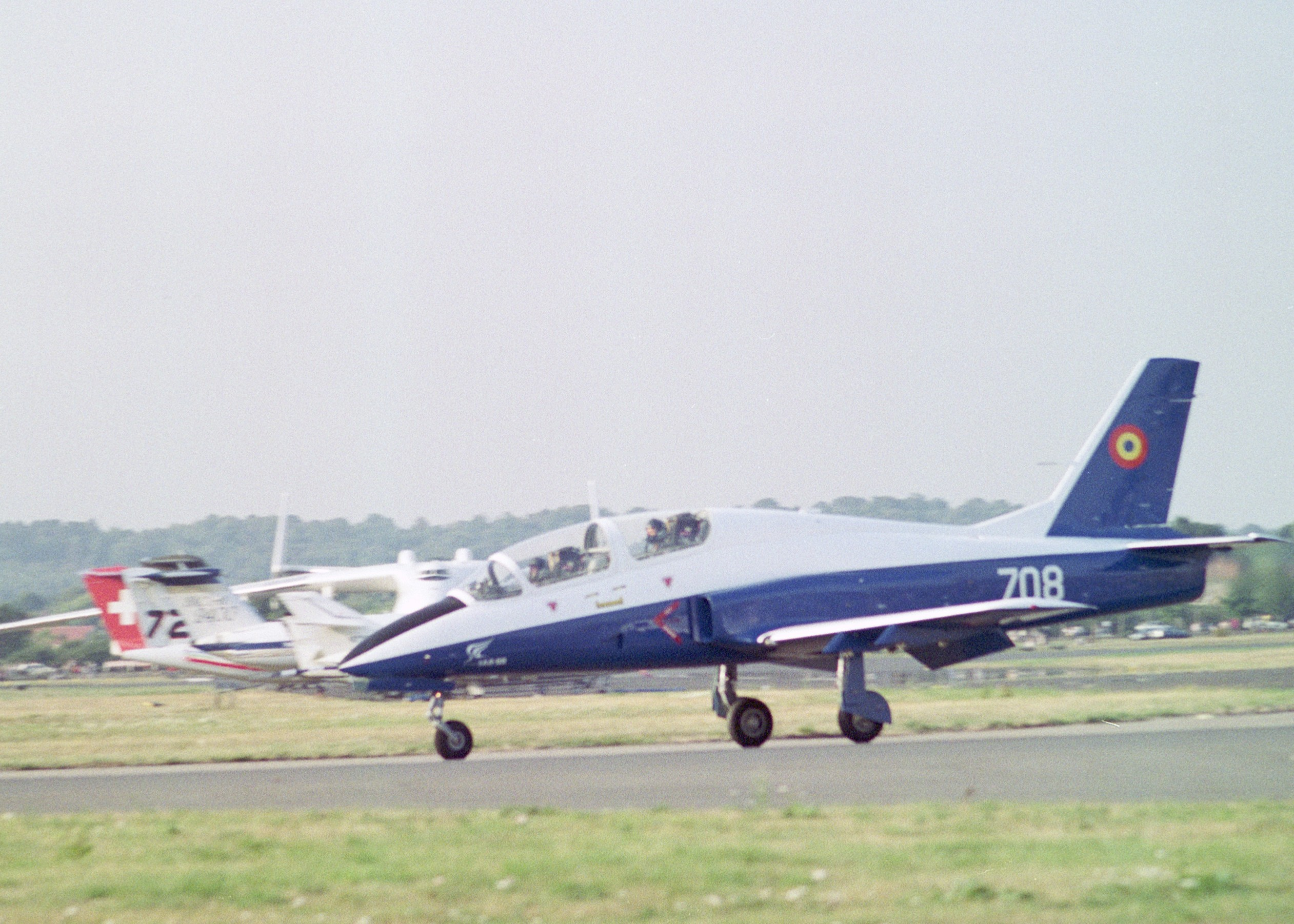
IAR 99 Standard ВВС Румынии, 2010 год.

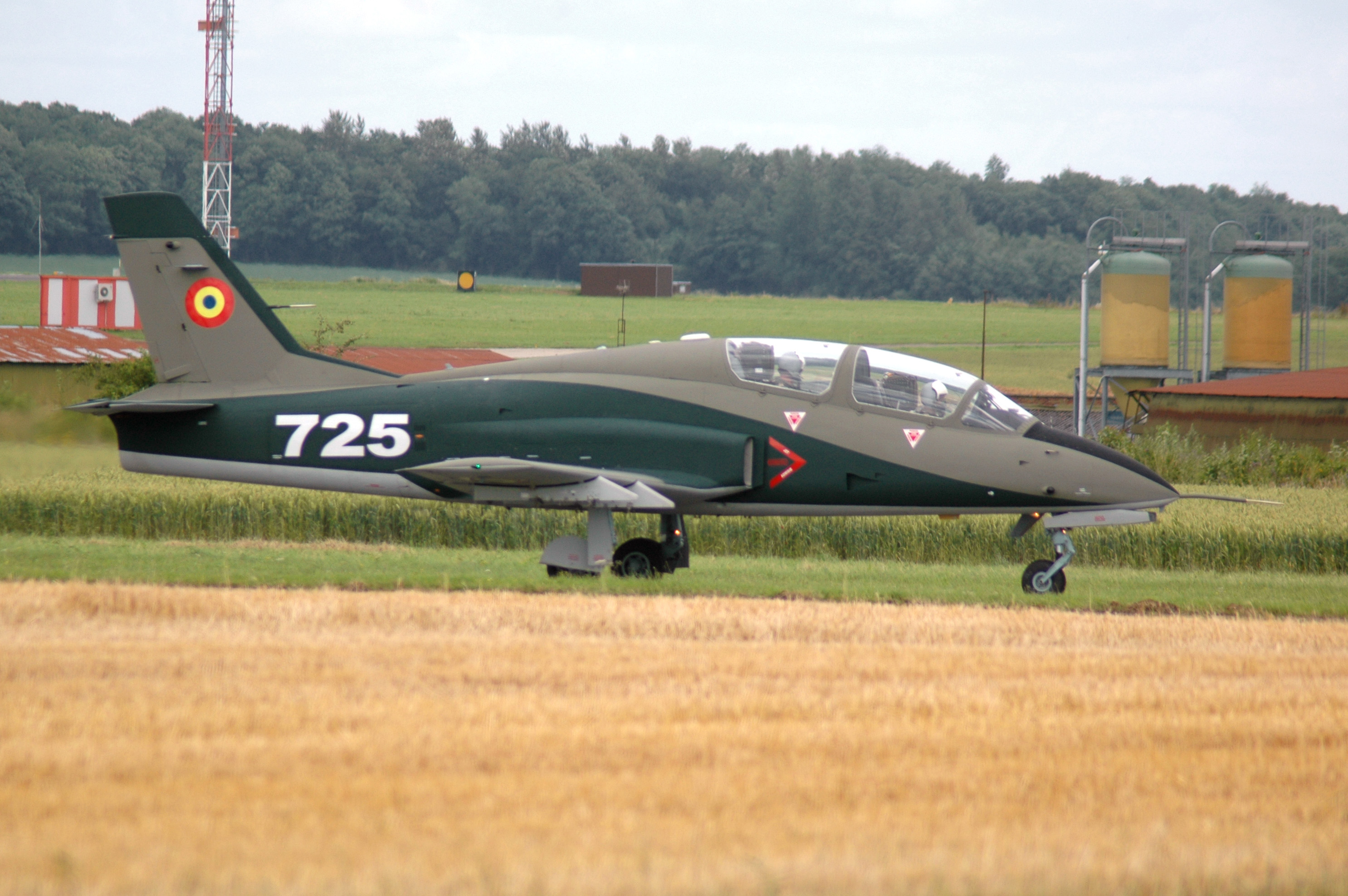
IAR 99C «Şoim» ВВС Румынии, 2009 год.

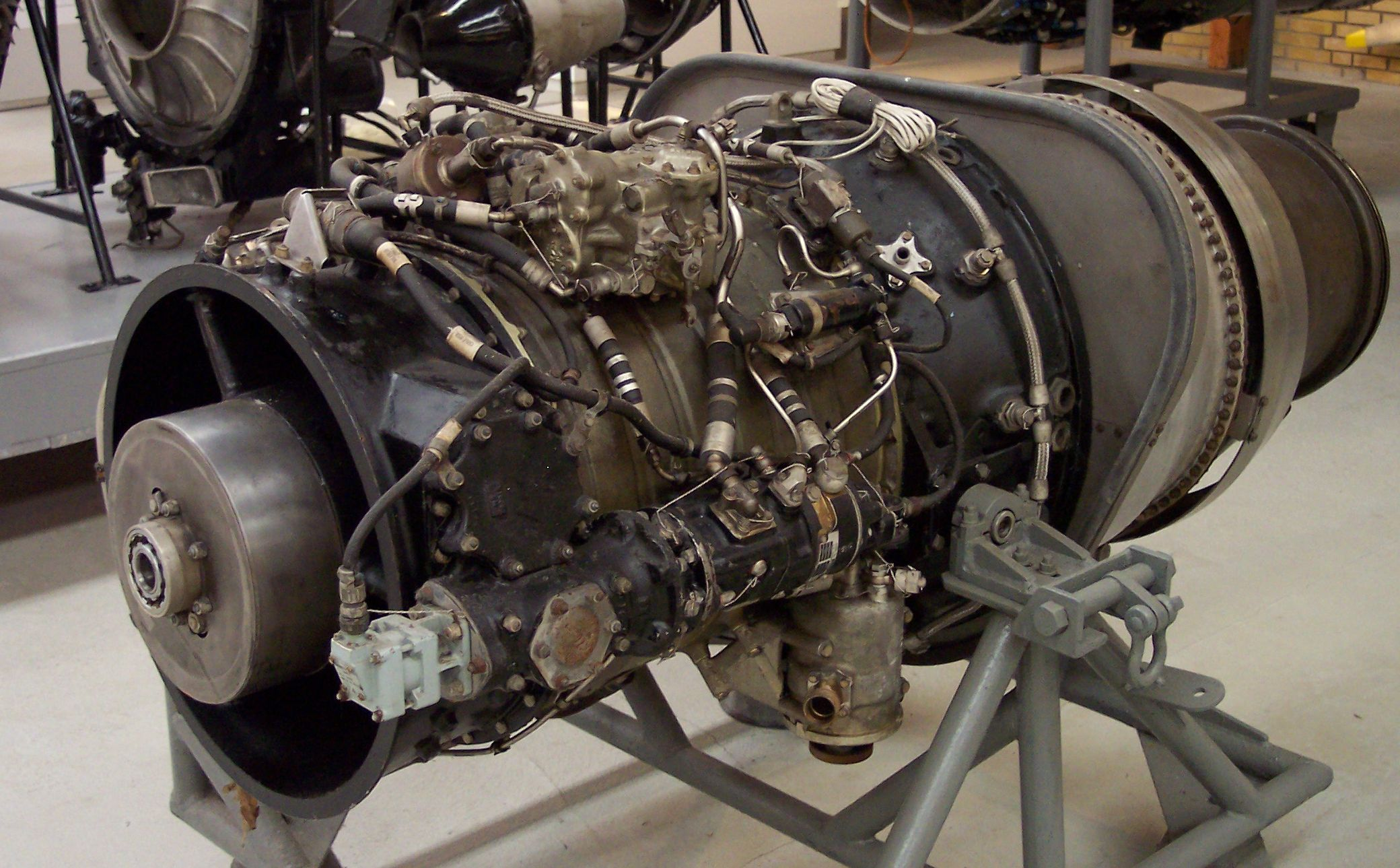
ТРДД Rolls-Royce Viper

Приведённые характеристики соответствуют модификации IAR 99C «Şoim».
Источник данных: 

Технические характеристики
- Экипаж: 2 (пилот и инструктор)
- Длина: 11,01 м
- Длина фюзеляжа:
- Размах крыла: 9,85 м
- Высота: 3,89 м
- Площадь крыла: 18,71 м²
- Колея шасси:
- Профиль крыла: NACA 64A-214
- Масса пустого: 3200 кг
- Масса снаряжённого: 4400 кг
- Максимальная взлётная масса: 5560 кг
- Масса топлива во внутренних баках: 1100 (1370 л)
- Объём подвесных топливных баков: 450 л (2×225 л)
- Силовая установка: 1 × ТРД Turbomecanica (Rolls-Royce) Viper Mk. 632-41M
- Тяга: 1 × 17,79 кН

Лётные характеристики
- Максимальная скорость: 865 км/ч
- Боевой радиус: 345-385 км
- Продолжительность полёта: 2 часа 40 минут
- Практическая дальность: 1100 км
- Практический потолок: 12 900 м
- Скороподъёмность: 2100 м/мин.
- Вертикальная скороподъёмность:
- Максимальная эксплуатационная перегрузка: +7,0/-3,6 g

Вооружение
- Точки подвески: 5
- Боевая нагрузка: 1000 кг
- Управляемые ракеты:  
  - ракеты воздух-воздух: 2×Rafael Python 3 или 2×Р-60 (Код НАТО: AA-8 Aphid), Р-13М или A-91 (Р-3С)
- Неуправляемые ракеты:  
  - 4×16×57 мм ракет PRN-57 в блоках LPR 57-16
  - 4×32×57-мм ракет PRN-57 в блоках LPR 57-32
  - 2×2×122-мм ракет PRN-122 в блоках LPR 122-2
- Бомбы: 4×250-кг BA-250 или 4×241-кг Mk. 82 или 4×100-кг BEM-100 или 2×100-кг + 1×50-кг BA-100 и BE-50 (на строенных держателях) или 12×50-кг BA-50 (на строенных держателях)

## Катастрофы
| Дата       | Бортовой номер | Место катастрофы | Жертвы | Краткое описание |
| ---------- | -------------- | ---------------- | ------ | --- |
| 23.08.2012 | н/д            | г. Крайова       | 1/2    | Самолёт совершал тренировочный полёт и разбился вскоре после взлета, в 500 метрах к северу от взлетно-посадочной полосы. Пилот в результате крушения погиб. Инструктор катапультировался и был госпитализирован. |

## На вооружении
- Румыния — 10 IAR-99 Standard и 11 IAR-99C «Şoim», по состоянию на 2014 год[2]